# Titoli aristocratici e di corte somali

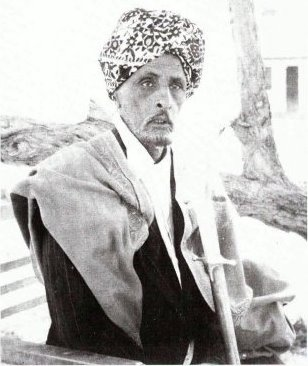
Mohamoud Ali Shire, XXVI Suldaan (Sultano) del Sultanato degli Uarsangheli.

Questo è un elenco di titoli aristocratici e di corte somali, utilizzati storicamente in Somalia dai vari sultanati, regni ed imperi della zona. Si includono anche titoli onorifici riservati ai notabili islamici ed ai capi tradizionali ed agli ufficiali oltre a particelle nobiliari per distinguere i singoli.

## Monarchi ed aristocratici
Quella che segue è una lista di titoli nobiliari utilizzata dai monarchi e dagli aristocratici somali.

### Titoli maschili

#### Re o governanti
- Boqor: letteralmente re.[1] In pratica il titolo corrisponde però alla definizione latina di primus inter pares o "re dei re".[2] Il titolo etimologicamente è derivato dal termine afro-asiatico per definire una "cintura", elemento di riconoscimento dei governanti all'interno della società.[3] Secondo Kobishchanow (1987), Boqor è sempre derivato da Paqar, termine impiegato dai governanti nella Valle del Nilo presso lo stato di Meroe.[4] Varie designazioni onorifiche in lingua somala riportano Boqor come ad esempio la parola Boqortooyo col significato di "monarchia", "regno" o "impero"; Boqornimo, col significato di "regnanti", "nobiltà", "dignitari";[5] e Boqortinnimo, che è traducibile col termine "regalità".[6] Storicamente, il termine venne utilizzato per i governanti della regione settentrionale del Puntland.[3] Il più importante tra i Boqor recenti è stato Osman Mahamuud, che governò il Sultanato dei Migiurtini (Migiurtinia) durante il XIX secolo.
- Suldaan: parola araba per sultano. Titolo molto comune per i governanti durante l'epoca pre-coloniale e coloniale, utilizzato in diversi territori somali.[3] Tra i sultani più famosi si ricordano Fakr ad-Din, il primo sultano del Sultanato di Mogadiscio, che nel XIII costruì la nota Moschea di Fakr ad-Din; Mohamoud Ali Shire, il XXVI sultano del Sultanato degli Uarsangheli; Mahmud IV, che regnò all'inizio del XIX secolo come uno dei primi sultani del Sultanato di Migiurtinia; Yusuf Ali Kenadid, fondatore del Sultanato di Obbia; e Ibrahim Adeer, fondatore del Sultanato di Geledi. Il titolo venne impiegato anche per i capi dell'influente Sultanato degli Agiuran, della casata dei Garen.
- Ughaz: termine nativo somalo per "sultano". Utilizzato nei territori a nord e ad ovest della Somalia, esso venne utilizzato in particolare al confine con l'Etiopia e nell'area nord-ovest della penisola somala, ma anche nella Somalia centrale e meridionale.[3][7] I Gadabuursi in particolare sono l'unico clan ad averlo utilizzato in maniera continuativa nella variante linguistica "Ugaas".[8]
- Gerad/Garad: usato in maniera intercambiabile con "suldaan" per denotare un sultano locale. Etimologicamente significa "saggio", "mente" o "comprendere". Secondo Basset (1952), il titolo corrisponderebbe all'onorifico Al-Jaraad, usato durante il medioevo per i governanti musulmani delle parti islamiche dell'Etiopia. Gerad venne storicamente impiegato nella Somalia settentrionale, in particolare dai Darod.[3] Tra i Gerads notabili citiamo Gerad Dhidhin, fondatore del sultanato degli Uarsangheli,[9] e Gerad Lado, che fece costruire il muro difensivo attorno all'antico porto cittadino di Zeila.[10]
- Imam: denota un capo di stato.[11] Esso venne utilizzato come termine in particolare per i governanti del Sultanato di Adal e per quello degli Agiuran. Tra gli imam più importanti si ricordano Ahmad ibn Ibrahim al-Ghazi, noto anche come Ahmed Gurey o Gran (col significato di "il Mancino"), che guidò nel medioevo una campagna militare nota come conquista dell'Abissinia (Futuh al-Habash).
- Emiro: usato dai capi del Sultanato di Adal. Impiegato anche dai comandanti militari del sultanato degli Agiuran. Tra i noti emiri locali citiamo Nur ibn Mujahid, Emiro dell'Harar che fece costruire il grande muro difensivo (Jugol) attorno alla città.

#### Famiglia reale

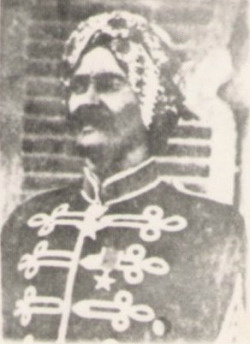
L'Amiir (principe) Ali Yusuf Kenadid del Sultanato di Obbia.

- Amir: Principe. Titolo onorifico per il principe ereditario figlio di un re o di un sultano.[12] Tra i principi più noti citiamo Ali Yusuf Kenadid, figlio ed erede del sultano Yusuf Ali Kenadid del Sultanato di Hobyo.
- Ina Boqor: stile alternativo per il titolo di principe.[12]

#### Ufficiali di corte
- Wazir: ministro e/o agente delle tasse. Titolo utilizzato nei sultanati settentrionali di Migiurtinia e Obbia, come del resto nel sultanato meridionale degli Agiuran. Gli Wazirs erano inoltre comuni nella corte medievale del Sultanato di Mogadiscio. Quando il viaggiatore marocchino Ibn Battuta visitò Mogadiscio nel 1331, indicò che la città era governata da un sultano somalo originario della regione settentrionale di Berbera, che era circondato da una corte di wazirs, esperti legali, comandanti, eunuchi ed altri ufficiali al suo servizio.[13] Tra gli wazirs più noti includiamo il nonno materno del generale somalo Abdullahi Ahmed Irro, che fu membro del contingente aristocratico del Sultanato di Obbia nella città meridionale di Kismayo.[14]
- Boqortiishe: viceré.[5] Titolo riservato agli ufficiali di corte governanti un territorio per conto del re. Usato soprattutto per i sultanati settentrionali di Migiurtinia e Obbia.
- Wakiil-Boqor: titolo alternativo per viceré.[15]
- Na'ib/Naïb: rappresentante del sultano. Tra i suoi incarichi si ricordano la gestione dei tributi locali. Il titolo venne utilizzato nei sultanati degli Agiuran, Migiurtinia e Obbia.[16]
- Qadi: utilizzato per i giudici capi. Titolo comune soprattutto nella Somalia settentrionale, ma usato anche nel sultanato meridionale degli Agiuran. Tra i Qadis di maggior rilievo ricordiamo Abd al Aziz al-Amawi, influente diplomatico del XIX secolo, anche storico, poeta, giurista e studioso che venne nominato Qadi del Sultanato Kilwa all'età di 18 anni dal sultano di Oman e Muscat, Said bin Sultan, ed il padre dello sceicco Abdurahman Sheikh Nuur, inventore della scrittura Borama per la lingua somala.[17]

### Titoli femminili

#### Consorti
- Boqorad: letteralmente "regina". Titolo riservato alle regine consorti dei re (Boqor).[18]

#### Famiglia reale
- Amirad: Principessa. Titolo onorifico per la figlia di un re o sultano.[12]
- Ina Boqor: titolo alternativo per principessa.[12]

## Capi religiosi
I capi islamici della società somala spesso avevano dei ranghi nobiliari propri. Quelli che seguono furono i più utilizzati dal clero musulmano (ulama):
- Sceicco (sheikh): titolo onorifico per l'alto clero musulmano (wadaad). Spesso abbreviato in Sh".[19] Tra gli sceicchi più famosi ricordiamo Abdirahman bin Isma'il al-Jabarti, uno dei primi capi musulmani nella Somalia settentrionale; Abadir Umar Ar-Rida, santo patrono dell'Harar; Abd al-Rahman al-Jabarti, sceicco del riwaq al Cairo che raccontò l'invasione francese dell'Egitto all'epoca napoleonica; Abd Al-Rahman bin Ahmad al-Zayla'i, studioso che ebbe un ruolo cruciale nella diffusione del movimento della Qadiriyya in Somalia e nell'Africa Orientale; Shaykh Sufi, studioso del XIX secolo, poeta, riformatore ed astrologo, autore del testo Shadjarat al-Yakim ("L'albero della certezza"); Abdallah al-Qutbi, teologo e filosofo meglio noto per la sua pubblicazione in cinque volumi dal titolo Al-Majmu'at al-mubaraka ("La santa collezione"); e Muhammad Al-Sumaalee, insegnante al Masjid al-Haram di La Mecca che influenzò molti prominenti studiosi islamici odierni.[20]
- Sayyid: titolo onorifico che significa "signore" o "maestro".[19] Denota più specificatamente quanti sono considerati discendenti del profeta Maometto attraverso i suoi nipoti, Hasan ibn Ali e Hussein ibn Ali, figli della figlia del profeta Fatima Zahra e di suo genero ʿAlī ibn Abī Ṭālib.[21] Usato dai capi dello stato Dervish, tra questi si ricordano Mohammed Abdullah Hassan ("Mad Mullah").[22]
- Sharīf (plurale Ashraaf[23]): Storicamente usato per distinguere i discendenti di Hassan 'Ali Abuu Taalib (Hasan ibn Ali).[23] Spesso usato per designare i primi capi islamici come lo sharif Yusuf Barkhadle (popolarmente noto come Aw Barkhadle o "padre benedetto"),[24] uomo descritto come "il più noto tra i santi della Somalia settentrionale".[25]
- Haji: onorifico e riservato agli individui distintisi nel hajj, il tradizionale pellegrinaggio alla città santa di La Mecca.[19]